# دادگاه بین‌المللی کیفری برای رواندا
دادگاه بین‌المللی کیفری برای رواندا (به انگلیسی: International Criminal Tribunal for Rwanda به اختصار ICTR) دادگاه ویژه‌ای است که با حکم شورای امنیت سازمان ملل متحد برای رسیدگی به جنایت جنگی و نسل‌کشی که در جریان جنگ داخلی رواندا صورت گرفت، تأسیس گردید.
دادگاه بین‌المللی کیفری رواندا براساس اساسنامه‌ای که به قطعنامه ۹۵۵ شورای امنیت پیوست شد، ایجاد گردید. شورای امنیت بر اساس قطعنامه ۹۷۷ مورخ ۲۲ فوریه ۱۹۹۴ تصمیم گرفت که مقر دادگاه در آروشا در جمهوری تانزانیا تشکیل شود.
این دادگاه در ۳۱ دسامبر ۲۰۱۵ رسماً به کار خود پایان داد.